# Les Ardoines (stanice metra v Paříži)
Les Ardoines je plánovaná stanice pařížského metra na budoucí lince 15 mezi stanicemi Vitry Centre a Le Vert de Maisons. Místo budoucí stanice se nachází jižně od Paříže ve městě Vitry-sur-Seine na ulici Rue Léon Geffroy poblíž železničního nádraží, kde bude možný přestup na linku RER C. Stanice bude umístěná v hloubce 24 m.

## Výstavba
Pro realizaci stanice byla vybrána architektonická kancelář Valode et Pistre. Otevření stanice je plánováno na rok 2022.
V plánech rozvoje dopravní sítě po roce 2030 se počítá s prodloužením linky 10 až do této stanice, kde by končila.

## Název
Název stanice je prozatím provizorní a je odvozen od železničního nádraží.